# نیروهای دریایی ایالات متحده اروپا و آفریقا
نیروهای دریایی ایالات متحده اروپا و آفریقا (انگلیسی: United States Naval Forces Europe and Africa) یک فرماندهی در نیروی دریایی ایالات متحده آمریکا است، که خدمات نیروی دریایی را به فرماندهی اروپایی ایالات متحده آمریکا و فرماندهی آفریقای ایالات متحده آمریکا ارائه می‌دهد.
نیروهای دریایی اروپا و آفریقا، فرماندهی، کنترل عملیاتی و هماهنگی کلی نیروهای دریایی ایالات متحده را در حوزه مسئولیت فرماندهی اروپایی و آفریقایی فراهم می‌کند. فرمانده نیروهای دریایی ایالات متحده اروپا و آفریقا، عملیات دریایی را در صحنه اروپا در زمان صلح مدیریت می‌کند و در زمان جنگ نیز طبق وظایف فرمانده، برنامه‌ریزی، اجرا و پشتیبانی می‌کند. این سازمان با دولت‌های اروپایی، آفریقایی و آمریکای جنوبی، از جمله در مختل کردن شبکه‌های شبه‌نظامی، بازدارندگی از قاچاق غیرقانونی و علیه دزدی دریایی و جرایم دریایی همکاری می‌کند.
ستاد فرماندهی نیروهای دریایی اروپا و آفریقا در مرکز پشتیبانی نیروی دریایی ناپل در ایتالیا قرار دارد و کلیه عملیات دریایی خود را از طریق فرمانده ناوگان ششم ایالات متحده که آن نیز در شهر ناپل مستقر است، هدایت می‌کند و از طریق فرمانده منطقه نیروی دریایی اروپا، آفریقا و جنوب غربی آسیا که آن هم در ناپل مستقر است، فعالیت‌های ساحلی را پشتیبانی و نظارت می‌کند.
فرماندهی نیروهای دریایی اروپا و آفریقا برعهده ادمیرال استوارت مانش است که به‌عنوان فرمانده ناتو، فرماندهی نیروی مشترک متفقین نیز فعالیت می‌کند. جانشین فرمانده این نیرو در حال حاضر دریاسالار جفری اندرسون است که همزمان به‌عنوان فرمانده ناوگان ششم نیز فعالیت می‌کند.